# Аристопія
«Аристопія: Романтична історія Нового світу» (англ. Aristopia: A Romance-History of the New World) — утопічно-фантастичний роман американського письменника Кастелло Голфорда, розглядається як перший англомовний роман з альтернативної історії (а також один з найдавніших зразків романів у жанрі альтернативна історія у світі).

## Відгуки
Незважаючи на те, що роман був частиною основної хвилі утопічної та дистопічної літератури, яка відрізняла останні десятиліття XIX століття, книга Голфорда перевертає нормальну позицію утопічної проєкції: замість того, щоб уявити собі найкраще суспільство в майбутньому або у якомусь віддаленому місці, він припустив, що заснування Сполучених Штатів відбувається в інших умовах і прослідковує за його розвитком в майбутньому до вищого суспільства до часу, в якому жив сам автор.

## Сюжет
В романі «Аристопія» (у перекладі з грецької — «найкраще місце») розповідається про Ральфа Мортона, одного з ранніх поселенців у Вірджинії, виявляє поклади твердого золота. Він раціонально користується своїм багатством, щоб побудувати заплановане суспільство, засноване на утопії сера Томаса Мора, з власними інноваціями та адаптаціями. В Аристопії вся земля належить уряду, вона може бути лише орендована підприємствам та приватним особам. Велика торгівля також монополізована державою, а можливість успадкувати багатство є обмеженою. Мортон приймає працездатних біженців від європейських конфліктів — гугенотів, ірландських втікачів від воєн Кромвеля, а також північних італійських та швейцарських ремісників.
Колонія процвітає, купує більше землі в індіанців, і розростається на захід. Мортон помирає у віці 100 років; його нащадки та наступники продовжують його політику й надалі.
Аристопійці підтримують Американську революцію, і за власною ініціативою підкорюють Канаду. Аристопія створює нову націю, яка врешті-решт керує всією Північною Америкою на північ від Мексики.

## Впливи та запозичення
Англійський драматург Генрі Артур Джонс був захоплений ідеєю Аристопії, і використовував її у власних полемічних творах, таких як «Податкові мудреці Аристопії» та «Мій дорогий Веллс».
Голфорд не був першим англомовним письменником , який використав термін «Аристопія». Вільнодумець вісімнадцятого сторіччя Джон Франтшем (1730-1810) залишив посмертний рукопис під назвою Memorablilia Classica, який містить твір під назвою «Кодекс Аристопії, або Схема ідеального уряду».